# أوسكار دياز (لاعب كرة قدم)
أوسكار دياز (بالإسبانية: Óscar Nadín Díaz) هو مدرب كرة قدم ولاعب كرة قدم باراغواياني، ولد في 29 يناير 1984 في لوكي في باراغواي. لعب مع أمريكا دي كالي وبريزيدينتي هاييس وروبين كازان وسيرو بورتينيو ولاسيرينا ونادي ساتورن رامنسكوي.

## وصلات خارجية
- أوسكار دياز على موقع قاعدة بيانات كرة القدم.إي يو (الإنجليزية)
- أوسكار دياز على موقع Soccerway.com (الإنجليزية)